# ويليام موريس ديفيس
ويليام موريس ديفيس (بالإنجليزية: William Morris Davis)‏ هو سياسي أمريكي، ولد في 16 أغسطس 1815 بكين في الولايات المتحدة، وتوفي بنفس المكان في 5 أغسطس 1891. حزبياً، نشط في الحزب الجمهوري. وقد انتخب عضو مجلس النواب الأمريكي.